# Velutinidae
Famille
Synonymes
- Lamellariidae D'Orbigny, 1841

Les Velutinidae sont une famille de mollusques marins ou d'eau saumâtre de la classe des gastéropodes et de l'ordre des Littorinimorpha.

## Taxonomie
Cette famille fut longtemps appelée Lamellariidae Orbigny, 1841, mais ce terme est aujourd'hui considéré comme un synonyme obsolète de Velutinidae. 

### Synonyme
- Lamellariidae D'Orbigny, 1841[3]

## Description et caractéristiques
Cette famille de cénogastéropodes est relativement proche de celle des Triviidae. Chez la plupart des espèces de cette famille, la coquille est très légère, ouverte et aplatie (presque comme celle d'un ormeau), et au moins partiellement enveloppée par un manteau charnu. Ce manteau charnu très visible masquant la coquille les fait souvent passer pour des nudibranches (limaces de mer). Leurs tentacules céphaliques permettent cependant de les en différencier, tout comme leur siphon antérieur, qui s'ouvre dans la cavité mantéale. 

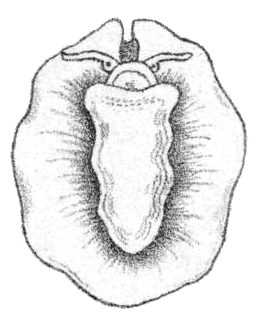
Dessin de Lamellaria latens vu du dessous.

Tous les vélutinides semblent se nourrir d'ascidies coloniales et plusieurs sont mimétiques de ces animaux, ou d'éponges, de manière à détourner les prédateurs. Certaines espèces peuvent cependant avoir des couleurs assez voyantes (par exemple dans le genre tropical Coriocella). 

## Liste des genres
Selon World Register of Marine Species (22 octobre 2014) :
- genre Calyptoconcha Bouchet & Warén, 1993
- genre Cartilagovelutina Golikov & Gulbin, 1990
- genre Ciliatovelutina Golikov & Gulbin, 1990
- genre Cilifera Golikov & Gulbin, 1990
- genre Coriocella Blainville, 1824
- genre Echinospira Krohn, 1853
- genre Lamellaria Montagu, 1815
- genre Lamellariopsis Vayssière, 1906
- genre Limneria H. Adams & A. Adams, 1851
- genre Marseniella Bergh, 1886
- genre Marsenina Gray, 1850
- genre Marseniopsis Bergh, 1886
- genre Mysticoncha Allan, 1936
- genre Onchidiopsis Bergh, 1853
- genre Piliscus Lovén, 1859
- genre Pseudosacculus Hirase, 1928
- genre Pseudotorellia Warén, 1989
- genre Torellivelutina McLean, 2000
- genre Velutina Fleming, 1820

## Galerie

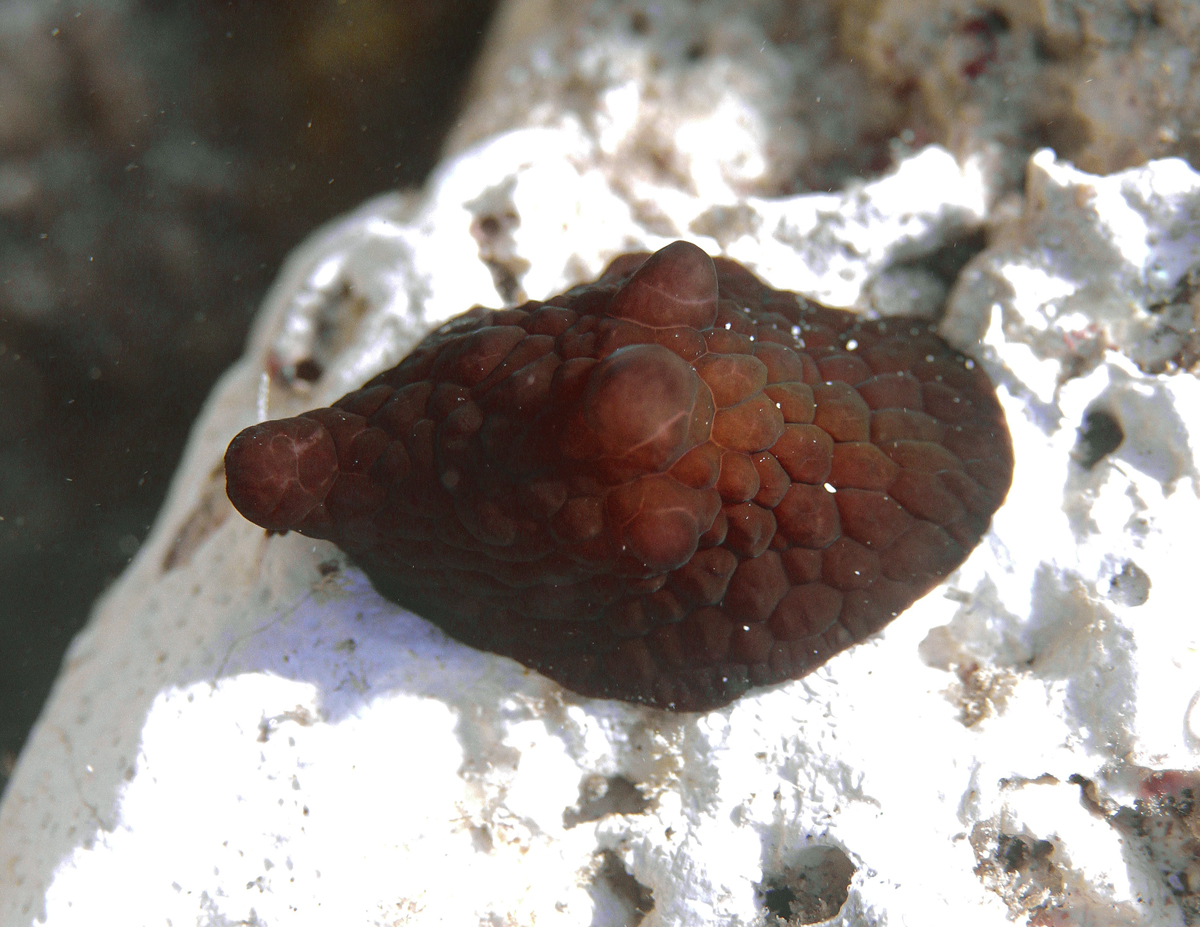
Coriocella nigra
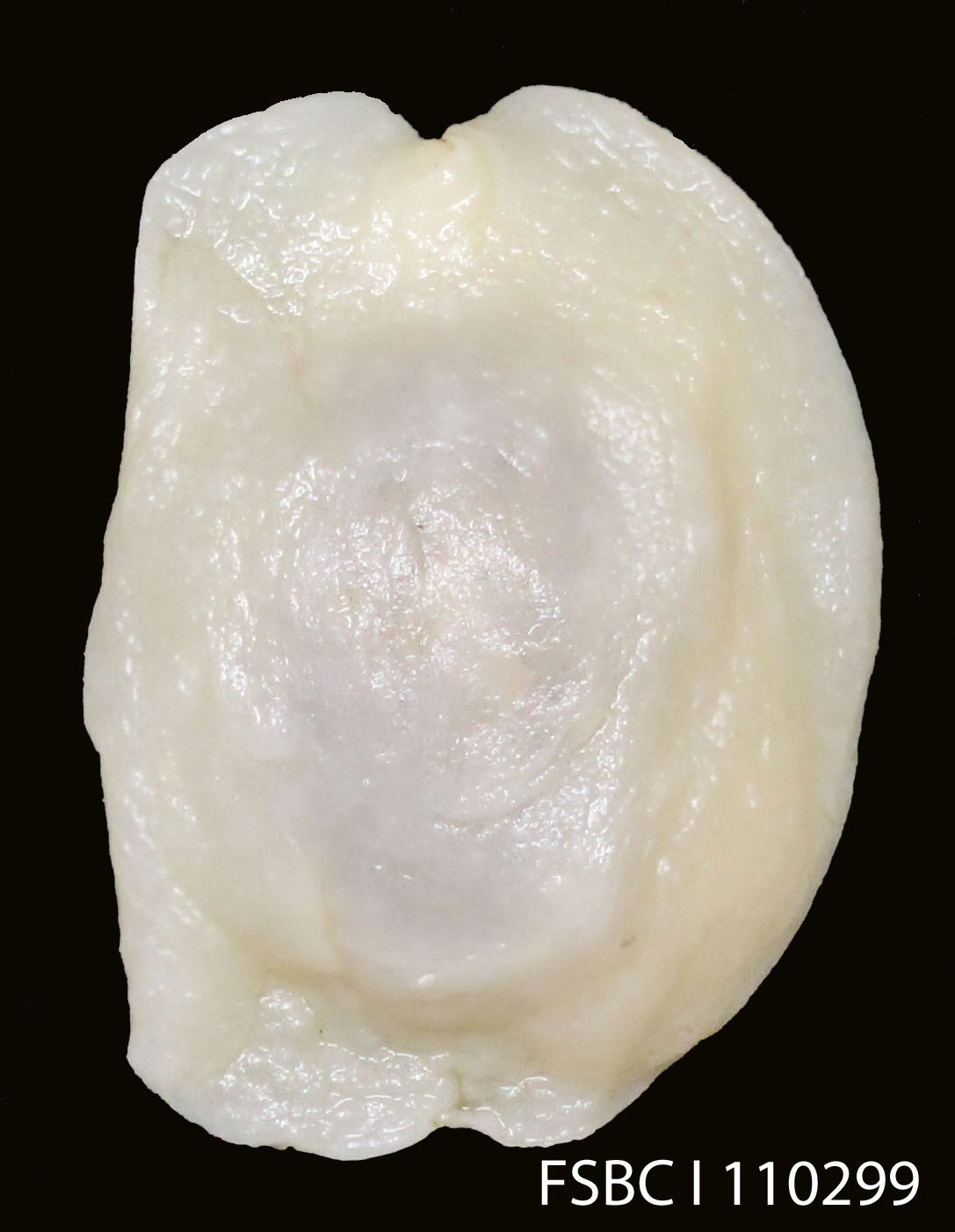
Lamellaria perspicua
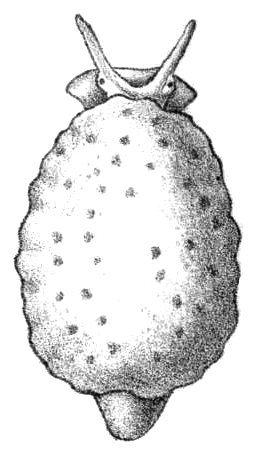
Dessin d'Onchidiopsis glacialis
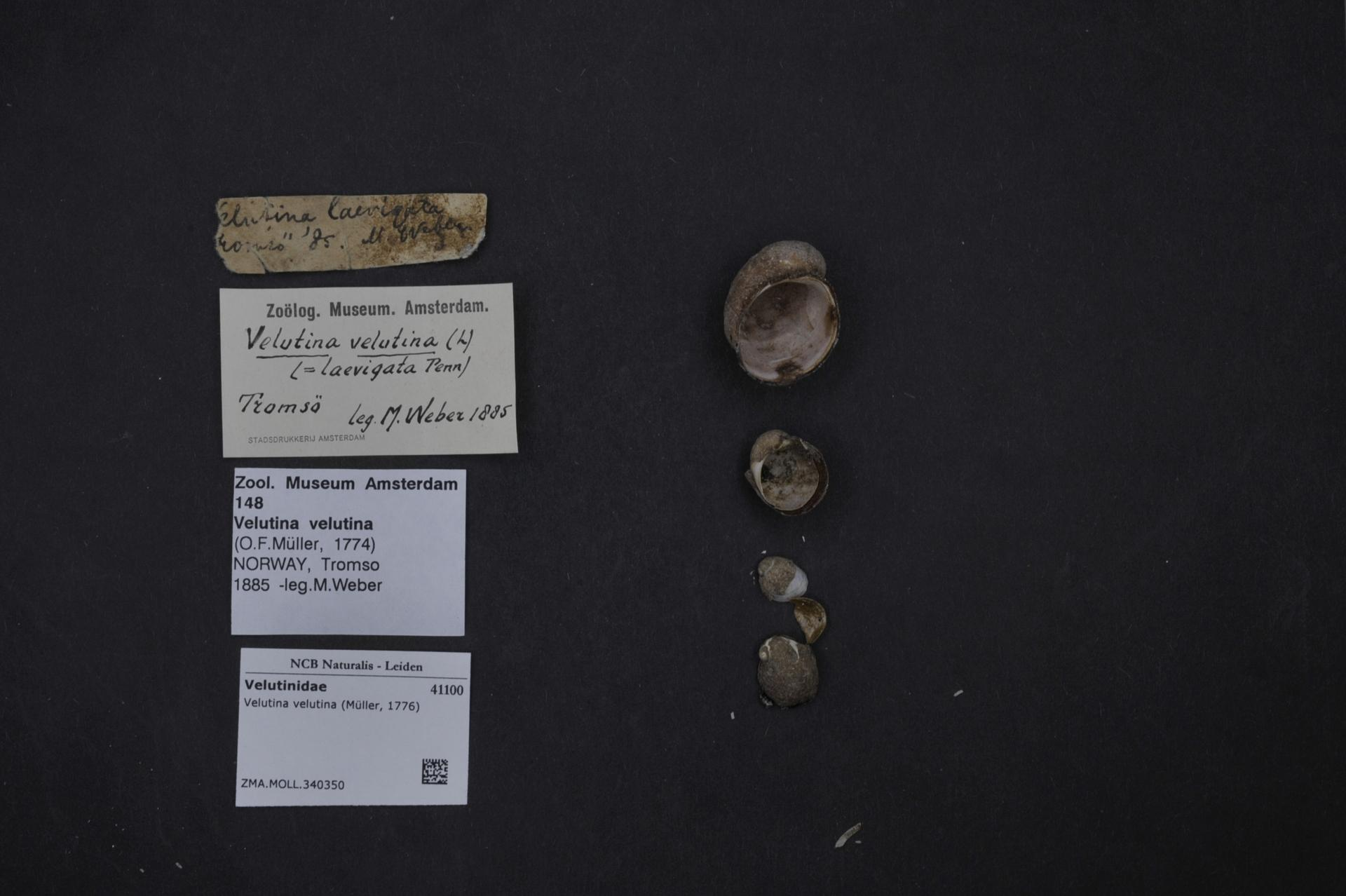
Coquilles de Velutina velutina